# Circuit de la Vallée de la Loire
Le Circuit de la Vallée de la Loire est une course cycliste française qui se déroule entre Ligné et Mouzeil, dans le département de la Loire-Atlantique. Créée en 1935, cette compétition est organisée par la Pédale Nantaise,. Elle fait partie du calendrier national de la Fédération française de cyclisme. 
En 2020, le Circuit est annulé à la suite d’inondations sur le parcours. L'édition 2021 est également annulée, en raison du contexte sanitaire lié à la pandémie de Covid-19.

## Palmarès
| Année     | Vainqueur             | Deuxième                  | Troisième              |
| --------- | --------------------- | ------------------------- | ---------------------- |
| 1935      | André Joyeux          | Marcel Potiron            | Jean Marçais           |
| 1936      | Lucien Allory         | Georges Allory            | Auguste Mocquillon     |
| 1937      | Edmond Tessier        | Victor Hodmon             | Henri Sorin            |
| 1938      | André Fraineau        | Maurice Tenneguin         | Abel Cailleaunneau     |
| 1939      | Jean Colasseau        | Albert Adam               | Marcel Potiron         |
| 1940-1941 | non disputé           |                           |                        |
| 1942      | Georges Allory        | Pierre Thual              | Pierre Laffeach        |
| 1943      | Émile Langouet        | Georges David             | Marcel Giraudeau       |
| 1944      | Émile Langouet        | Gilbert Briand            | Amand Audaire          |
| 1945      | Louis Beauchêne       | Amand Audaire             | Gallier                |
| 1946      | Gabriel Gaudin        |                           | Elio Bertocchi         |
| 1947      | Amand Audaire         | Georges David             | Georges Audrain        |
| 1948      | Georges Gilles        | Maurice Carpentier        | Georges David          |
| 1949      | Amand Audaire         | Gaston Hervy              | Georges Méry           |
| 1950      | Georges Audrain       | Basile Decortès           | Charles Daniélou       |
| 1951      | Jean Bobet            | Georges Audrain           | Yvon Nédélec           |
| 1952      | Georges Decaux        | Amand Audaire             | Léon Leclève           |
| 1953      | Gabriel Gaudin        | Maurice Nauleau           | Jean-Louis Carle       |
| 1954      | Georges Decaux        | René Brachu               | Valentin Paquier       |
| 1955      | Norbert Esnault       | Maurice Pelé              | Georges Decaux         |
| 1956      | Amand Audaire         | René Brachu               | André Chiffoleau       |
| 1957      | Marcel Fouquet        | André Chiffoleau          | Eugène Macé            |
| 1958      | G. Legendre B. Leroux |                           | Daniel Guillou         |
| 1959      | Daniel Guillou        | Ch. Bernard               | M. Billet              |
| 1960      | Jean-Claude Gouneau   | Camille Girard            | Marcel Marais          |
| 1961      | Pierre Thual          | L. Maisonneuve            | A. Perissinot          |
| 1962      | Pierre Le Mellec      | Louis Charlot             | André Poulain          |
| 1963      | Jean-Claude Morio     | Bernard Delaporte         | Émile Le Vigouroux     |
| 1964      | Pierre Basset         | Patrick Lefeuvre          | Jean Marchais          |
| 1965      | Martial Terradès      | Michel Lapeyrade          | André Poulain          |
| 1966      | Bernard Champion      | René Grenier              | Louis Gillet           |
| 1967      | Cyrille Guimard       | Marcel Le Bourvellec      | Martial Terradès       |
| 1968      | Brault                | Texier                    | Charly Rouxel          |
| 1969      | Gilles Paire          | Jean-Claude Largeau       | Patrick François       |
| 1970      | Jean-Paul Maho        | Claude Bossard            | Pierre Pelé            |
| 1971      | Michel Gaudin         | Jean-Claude Pailleux      | Jacky Barteau          |
| 1972      | José Philippe         | Jacky Barteau             | Jean-Yves Lebreton     |
| 1973      | Patrick Hardy         | Yvon Bertin               | Jean Gillet            |
| 1974      | Jean-Paul Maho        | Yvon Bertin               | Michel Pitard          |
| 1975      | Alain Gicquiaud       | Jean-François Mainguenaud | Michel Bernard         |
| 1976      | Yannick Villerio      | Didier Guédon             | Jean-Yves Lebreton     |
| 1977      | Patrick Friou         | Michel Pitard             | Dominique Friou        |
| 1978      | Jean Thomazeau        | Gilles Mahé               | Guy Patissier          |
| 1979      | Alain Fedon           | Jean-Yves Tierce          | Claude Bulteau         |
| 1980      | Gérard Simonnot       | Christian Ardouin         | Dominique Delort       |
| 1981      | Lionel Poret          | Charles Turlet            | Jacky Bobin            |
| 1982      | Philippe Moreau       | Gérard Pégon              | Philippe Pesenti       |
| 1983      | Christophe Lavainne   | Dominique Delort          | Richard Tremblay       |
| 1984      | Alain Liaigre         | Fabrice Marchais          | François Lemarchand    |
| 1985      | Richard Tremblay      | Rémi Richard              | Jean-Luc Claude        |
| 1986      | Bernard Jousselin     | Jean-Paul Garde           | Jacky Bobin            |
| 1987      | Laurent Eudeline      | Laurent Pillon            | Jacky Durand           |
| 1988      | Michel Dubreuil       | Bruno Bonnet              | Lawrence Roche         |
| 1989      | Cyril Martin          | Olivier Peyrieras         | Michel Dubreuil        |
| 1990      | Ric Reid              | Ludovic Grechi            | Blaise Chauvière       |
| 1991      | Philippe Bresset      | Thierry Bricaud           | Stéphan Gaudry         |
| 1992      | Christian Blanchard   | Jean-Pierre Godard        | Marc Péronin           |
| 1993      | Laurent Drouin        | Emmanuel Mallet           | Jean-Christophe Currit |
| 1994      | Christian Guiberteau  | Jérôme Delbove            | Steve Rover            |
| 1995      | Janek Tombak          | Christian Blanchard       | Philippe Jamin         |
| 1996      | Christian Blanchard   | Christophe Faudot         | Thierry Bricaud        |
| 1997      | Christophe Faudot     | Roger Hammond             | Olivier Perraudeau     |
| 1998      | David Marié           | Christophe Faudot         | Richard Hobby          |
| 1999      | Walter Bénéteau       | Sylvain Chavanel          | Frédéric Mainguenaud   |
| 2000      | Erik Saunders         | Vincent Marchais          | Anthony Charteau       |
| 2001      | Dietrich Plumerat     | Robin Scharmen            | Anthony Rivière        |
| 2002      | Ludovic Rousselot     | Christophe Berthier       | Frédéric Rouaud        |
| 2003      | Alexandre Naulleau    | Yohann Gène               | Alexandre Pichot       |
| 2004      | Mathieu Claude        | Vincent Jérôme            | Yohann Gène            |
| 2005      | Tarmo Raudsepp        | Vincent Jérôme            | Romain Chollet         |
| 2006      | Dimitri Champion      | Perrig Quéméneur          | Sébastien Turgot       |
| 2007      | Jonathan Thiré        | Tarmo Raudsepp            | Mikaël Cherel          |
| 2008      | Samuel Plouhinec      | Jonathan Thiré            | Denis Robin            |
| 2009      | Tony Hurel            | Arnaud Courteille         | Thibaut Macé           |
| 2010      | Justin Jules          | Mathieu Bernaudeau        | Julien Foisnet         |
| 2011,     | Angélo Tulik          | Joel Pearson              | Florent Guilbaud       |
| 2012      | Luc Tellier           | Freddie Guilloux          | Kévin Fouache          |
| 2013      | Benoît Poitevin       | Pierre-Henri Lecuisinier  | Vincent Colas          |
| 2014      | Fabien Schmidt        | Sylvain Lopez             | Lorrenzo Manzin        |
| 2015      | Simon Sellier         | Marc Fournier             | Anthony Haspot         |
| 2016      | Paul Ourselin         | Antoine Leplingard        | Yoann Paillot          |
| 2017,     | Damien Gaudin         | Mathieu Burgaudeau        | Tanguy Turgis          |
| 2018      | Enzo Bernard          | Théo Menant               | Stéphen Guével         |
| 2019      | Léo Danès             | Yannis Yssaad             | Killian Larpe          |
| 2020-2021 | annulé                |                           |                        |
| 2022      | Émilien Jeannière     | Antoine Devanne           | Célestin Guillon       |
| 2023      | Antoine Devanne       | Nicola Marcerou           | Lilian Langella        |
| 2024      | Lucas Grolier         | Benjamin Marais           | Nicola Marcerou        |
| 2025      | Tom Mainguenaud       | Anatole Leboucher         | Elyes Plenel-Jobard    |